# Запорожченко В'ячеслав Юрійович
В'ячеслав Юрійович Запорожченко (нар. 24 вересня 1969) — український футболіст, півзахисник. У Вищій лізі України зіграв 32 матчі за вінницьку «Ниву».

## Життєпис
Футбольну кар'єру розпочав 1990 році в «Колосі» (Осокорівка), який виступав у чемпіонаті Херсонської області. Восени 1992 року перебрався в «Меліоратор». Дебютував у футболці каховського клубу 5 жовтня 1992 року в програному (0:2) виїзному поєдинку 9-о туру Другої ліги проти дрогобицької «Галичини». В'ячеслав вийшов на поле в стартовому складі та відіграв увесь матч. У команді провів два з половиною сезони, за цей час у Другій лізі зіграв 89 матчів, ще 1 поєдинок провів у кубку України. Сезон 1995/96 років розпочав у «Кристалі», у першій частині сезону зіграв 20 матчів у Другій лізі, ще 1 поєдинок провів у кубку України.
Під час зимової перерви сезону 1995/96 років перейшов у «Ниву». Дебютував у футболці вінницького клубу 3 березня 1996 року в нічийному (0:0, пенальті — 7:6 на користь «Ниви») поєдинку 1/16 фіналу кубку України проти «Газовика» (Комарно). Запорожченко вийшов на поле в стартовому складі та відіграв увесь матч, а на 50-й хвилині отримав жовту картку. У Вищій лізі України дебютував 13 березня 1996 року в програному (0:1) виїзному поєдинку 18-о туру проти кіровоградської «Зірка-НІБАС». В'ячеслав вийшов на поле в стартовому складі та відіграв увесь матч. Дебютним голом у професіональному футболі відзначився 1 жовтня 1997 року на 27-й хвилині переможного (5:2) домашнього поєдинку 16-о туру Першої ліги проти макіївського «Шахтаря». Запорожченко вийшов на поле в стартовому складі та відіграв увесь матч. У команді провів близько чотирьох сезонів, за цей час у чемпіонатах України зіграв 96 матчів (1 гол), ще 13 матчів зіграв у кубку України та 4 матчі у кубку володарів кубків.
Під час зимової перерви сезону 1999/00 років підписав контракт з СК «Херсон». У 2001 році переїхав до Узбекистану, де грав за «Навбахор» у Суперлізі Узбекистану. У 2002 році виступав за «Текстильник» (Херсон) у чемпіонаті області. Наступного року провів 2 поєдинки в аматорському чемпіонаті України за херсонський «Укррічфлот». З 2003 по 2011 рік виступав в обласних чемпіонатах за «Динамо» (Цюрюпинськ), «Гілея-Інвест» (Гола Пристань) та ФК «Херсон».